# アンドレア・セクリン
アンドレア・セクリン（Andrea Seculin, 1990年7月14日 - ）はイタリア・ゴリツィア出身のサッカー選手。S.P.A.L.所属。ポジションはゴールキーパー。

## 経歴

### クラブ
2008年1月にレガ・プロ・プリマ・ディヴィジオーネ（セリエC1）のFCズュートティロールからACFフィオレンティーナに引き抜かれた。その際、冬合宿中のインタビューにおいてチームメイトのセバスティアン・フレイが、当時18歳のセクリンを「才能あふれる選手」と形容している。2011年7月にSSユーヴェ・スタビアに期限付き移籍し、正守護神として2シーズン過ごした。フィオレンティーナではリーグ戦の出場機会はなく、2013年7月にACキエーヴォ・ヴェローナに完全移籍。2013-14シーズンはASアヴェッリーノ1912に期限付き移籍した。

### 代表
U21のイタリア代表には飛び級で招集され、2009年9月8日に行われたUEFA U-21欧州選手権2011予選リーグの対ルクセンブルク戦から正GKを務めている。